# Max Niemeyer
Maximilian „Max“ David Niemeyer (* 2. Juni 1841 in Halle/Saale; † 17. Juni 1911 in Halle/Saale) war ein deutscher Verleger.

## Leben und Wirken
Max Niemeyer ließ sich in der Buchhandlung des Halleschen Waisenhauses zum Buchhändler ausbilden. Von 1864 bis 1866 arbeitete er dann in Paris bei dem Buchverlag Éditions Klincksieck und von 1867 bis 1868 bei dem Verleger David Nutt in London. Im Jahre 1869 erwarb er in Halle/Saale die Lippertsche Buchhandlung und betätigte sich alsbald als selbstständiger Verleger vor allem auf dem Gebiet der Sprach- und Literaturwissenschaft. In seinem Verlag erscheinen seit 1877 die Zeitschrift für romanische Philologie und die Zeitschrift Anglia. Zeitschrift für englische Philologie. 1904 kam die Zeitschrift für celtische Philologie hinzu. Editionen aus dem Bereich der Dichtung sowie Lehr- und Handbücher gehörten ebenso zum Verlagsprogramm. Nach seinem Tod übernahm sein Sohn Hermann Niemeyer den Verlag.
Im Jahre 1894 erhielt Niemeyer die Ehrendoktorwürde der Universität Halle-Wittenberg.